# Rabanera del Pinar
Rabanera del Pinar es un municipio situado en la provincia de Burgos, comunidad autónoma de Castilla y León (España). Forma parte de la comarca de La Demanda y Pinares y de la comarca natural de Pinares. Para la administración de Justicia, Rabanera pertenece al partido judicial de Salas de los Infantes.
El pueblo que da nombre al municipio se llamó Ravaneira (o Ravenaria, según trascripción de Marius Férotin) a finales del siglo XI. Posteriormente, durante todo el resto de medievo, se llamó Ravanera o Rauanera. Durante la Edad Moderna, el pueblo se conoció como Rabanera de la Sierra hasta mediados del siglo XIX, si bien un documento de 1733 ya lo denominaba Rabanera del Pinar. Según algún autor, Julián Aydillo San Martín, Rabanera significa "molino del río".
Los naturales de la localidad se llaman rabanerenses y se motejan atampados, por disponer el término de Rabanera de turberas (o tremedales).

## Símbolos
En 1998, por resolución de 23 de julio de 1998, de la Diputación Provincial de Burgos, se aprobó el escudo heráldico municipal de Rabanera del Pinar. Su descripción es la siguiente:
"Escudo partido. Primero: Armas de Castilla. Segundo: Sobre oro, pino de sinople, terrazado. Entado en punta de plata y tres rabanitos a su color. Al timbre, corona real".

## Geografía
Integrado en la comarca de La Demanda y Pinares, se sitúa a 76 kilómetros de Burgos. El término municipal está atravesado por la carretera N-234, entre los pK 419 y 421. 
El relieve del municipio está definido por una zona montuosa y boscosa, a gran altura. El río Lobos atraviesa parte del territorio por la zona meridional. Las mayores alturas se sitúan al norte, por encima de los 1200 metros. La altitud oscila entre los 1272 metros (cerro Estrecho) en el límite con Palacios de la Sierra y los 1060 metros a orillas del río. El pueblo se alza a 1080 metros sobre el nivel del mar, en el pequeño valle del río Rabanera. 
| Noroeste: Cabezón de la Sierra | Norte: Cabezón de la Sierra y Moncalvillo | Nordeste: Palacios de la Sierra |
| Oeste: La Gallega              |                                           | Este: Hontoria del Pinar        |
| Suroeste: Espejón (Soria)      | Sur: Hontoria del Pinar                   | Sureste: Hontoria del Pinar     |

### Descripción
El término municipal cuenta únicamente con un núcleo de población, Rabanera del Pinar. Es uno de los 1515 núcleos de población de la provincia de Burgos.
La localidad, situada en un vallejo, está constituida por dos barrios, Zorrera y Rendajal, separados por el río Laisa o Rabanera. El barrio de Zorrera, a la izquierda del río Rabanera, es el menor de los dos y en él está situada la casa consistorial y la iglesia parroquial. El barrio de Rendajal se extiende a la derecha del río y está formado por pequeñas barriadas (Cantarranas, Cerrillo y Palomar).
El término municipal tiene un mínimo de veinticinco valles, que se encuentran reflejados en su toponimia menor con nombres que contienen las palabras val y vallejo.
Gran parte del caserío está formado por edificios de piedra arenisca, muchos de ellos remozados y rehabilitados.
En 2001, Rabanera obtuvo el Premio Provincial de Conservación del Patrimonio Urbano (categoría B), que concede la Diputación de Burgos.
Datos del municipio: 
- Extensión del municipio: 33,24  km².
- Extensión del casco urbano: 9 ha (2007).
- Perímetro del término: 10,7 km aprox.
- Máxima altitud: 1272 m s. n. m. (cerro Estrecho).
- Altitud de la localidad: 1106 m s. n. m.
- Altitud del apeadero del ferrocarril: 1078 m s. n. m.
- Mínima altitud: 1060 m s. n. m. (El Hoyo).
- Ríos: río Lobos, río Rabanera, arroyo de la Beceda, arroyo Valdiviezo
- Posición: 41°53′N 3°12′O / 41.883, -3.200
- Límites: Palacios de la Sierra, Moncalvillo, Cabezón de la Sierra, La Gallega (Burgos), Aldea del Pinar, Espejón y Hontoria del Pinar.

Viviendas familiares: 114 (1753), 129 (1981), 134 (2001). En el Nuevo nomenclátor... (1876), Rabanera contaba con 112 edificios habitados constantemente y 38 inhabitados (119 de un único piso, 31 de dos pisos y ninguno de tres o más). Contaba con únicamente tres edificios, viviendas y albergues aislados. El pueblo contaba con 644 habitantes.

### Gea
Cerca del lugar de Santa Marta, donde se establecían los pastores que recorrían la Cañada Segoviana, existió una pequeña salina. Además, se ha hallado carbón lignito en el subsuelo de Rabanera del Pinar y existen varias canteras de arenisca, actualmente no explotadas (en el término municipal de Rabanera se dan areniscas del Cretácico). Existen canteras en Pradera el Mostajo y Vayolao.
El pueblo se encuentra en una de las áreas con menor peligro sísmico de toda la península ibérica, aun así el llamado terremoto de Lisboa (1 de noviembre de 1755) hizo que dejara de manar agua del Nacedero del río Lobos durante unas horas.
Terrenos infracretácicos en el pico Canalizas. Al Sur de Rabanera, las calizas acusan régimen marino.
El boletín de la Société d'Histoire Naturelle de Toulouse citaba, en 1939, la existencia de yacimientos en el término de Rabanera del Pinar.

### Flora
Un porcentaje considerable del término está cubierto por el pino albar (Pinus sylvestris) y el roble rebollo (Quercus pyrenaica). Entre su flora sobresale, por su rareza en la península ibérica, el mirto de turbera o mirto de Bravante (Myrica gale), el helecho real (Osmunda regalis) o la genciana de turbera (Gentiana pneumonanthe).
Los paleontólogos han realizado varios hallazgos de vegetales fosilizados, en excelente estado de conservación: troncos pequeños de ficas, impresiones, etc. y una piña que se exhibe en el Museo de Salas. Estas plantas son contemporáneas de los dinosaurios. Los paleontólogos Denise Pous y Harufumi Nishida destacaron, en una visita hecha a este museo de Salas, lo infrecuentes que son los hallazgos de piñas. El yacimiento es de gran interés paleobotánico.
En octubre de 2008, la Junta de Castilla y León autorizó a la empresa salense DINOCYL S.C. a realizar los trabajos paleontológicos de un Proyecto de investigación y difusión sobre la flora existente en el Jurásico y Cretácico del sureste de la provincia de Burgos (2008-2010), sobre las localidades de Villaespasa, Hortezuelos (Sto. Domingo de Silos), Rabanera del Pinar y Regumiel de la Sierra.
El pinar permite la existencia de especies como los pájaros de la familia Picidae o carpinteros, el pico real o pico relincho (Picus viridis), el agateador común (Certhia brachydactyla), el trepador azul (Sitta europaea), el carbonero (Parus major), el herrerillo (Parus caeruleus), el carbonero garrapinos (Parus ater), el herrerillo capuchino (Lophophanes cristatus), el mito, el reyezuelo (Regulus regulus), el cuco, el pizón, el verdecillo (Serinus serinus), el verderón (Carduelis chloris), el escribano montesino (Emberiza cia), el piquituerto (Loxia curvirostra), el arrendajo (Garrulus glandarius), el búho chico (Asio otus) o el cárabo.
En 2010, el Colectivo Arqueológico de Salas (CAS) recuperó en Rabanera del Pinar muestras con tallos y hojas fósiles de helechos, equisetales, coníferas y posibles angiospermas.
El ilustre botánico Isidoro Saracha estudió la flora del pago de La Beceda, entre Rabanera y Aldea del Pinar, en el siglo XVIII.

### Clima
- Clima mediterráneo continentalizado templado y fresco.
- Precipitación anual: 700 mm aproximadamente
- Horas de sol al año: 2300-2400 h aprox.
- Radiación solar diaria: 4 a 4,1 kWh/m² al día aproximadamente.[27]

## Demografía
Rabanera del Pinar cuenta con una población de 99 habitantes (INE 2024).
| Gráfica de evolución demográfica de Rabanera del Pinar entre 1842 y 2021                                              |
| |
| Población de derecho según los censos de población del INE. Población de hecho según los censos de población del INE. |

El poblamiento en el término municipal de Rabanera está concentrado en un único núcleo de población y no hay habitantes en diseminado. Antiguamente, la distribución de la población en el territorio rabanerense fue otra si atendemos la tradición oral. Existió, si hemos de creer a las fuentes orales, el núcleo de población de Rabaniruela, no muy lejos de la ermita de San Andrés y junto a un manantial con el mismo nombre de Rabaniruela. En el lugar de Sancecilia se intuye la existencia de un antiguo templo.
La población de derecho ha evolucionado somo sigue:
| 1787 | 1857 | 1877 | 1940 | 1950 | 1981 | 1991 | 2001 | 2006 | 2007 | 2008 | 2009 |
| ---- | ---- | ---- | ---- | ---- | ---- | ---- | ---- | ---- | ---- | ---- | ---- |
| 546  | 662  | 577  | 400  | 343  | 250  | 172  | 131  | 142  | 145  | 148  | 138  |

Fuente: Censo de Floridablanca (1787); www.ine.es
El máximo número de pobladores se alcanzó en 1857, con 662 habitantes de hecho (353 mujeres, 297 hombres, 1 mujer transeúnte y 11 hombres transeúntes). Pocos años después, en 1863, el pueblo contaba con 148 vecinos y "cuatro medios vecinos".
La cifra de habitantes habitual ha llegado a casi cuadruplicarse en verano (alcanzando unos 500 habitantes ocasionales y un millar durante las fiestas).
El número de hogares, vecinos o unidades familiares ha sido el que sigue:
| Siglo XIII | 1304 | 1591 | 1693 | 1753 | 1770 | 1802 | 1847 | 1857 | 1860 | 1877 | 1887 | 1897 | 1900 | 1910 | 1920 | 1930 | 1940 | 1950 | 1981 |
| ---------- | ---- | ---- | ---- | ---- | ---- | ---- | ---- | ---- | ---- | ---- | ---- | ---- | ---- | ---- | ---- | ---- | ---- | ---- | ---- |
| 40         | 20   | 77   | 81 ½ | 102  | 130  | 140  | 147  | 154  | 151  | 153  | 136  | 129  | 135  | 136  | 103  | 88   | 84   | 100  | 66   |

FUENTE: www.ine.es; Memorial de vecindario y fianzas de vecindario de 1693; Descripción histórica del obispado de Osma (dato 1770)
El inicio del siglo XX estuvo marcado por la gripe española de 1918, que se trataba con las llamadas píldoras de la O, jarabes, medicinas caseras, flores de malva, manzanillas o tés. A título de curiosidad, los enterradores llevaban botellas de aguardiente para no enfermar.
Otro fenómeno que sacudió Rabanera a principios del siglo XX fue el de la emigración, que llevó a sus hijos las grandes ciudades o a otros países (singularmente, Argentina). Las vicisitudes de los serranos en una gran ciudad española han sido noveladas por el escritor Julio de Antón en La Mano del octaedro y las llagas de Cristo (2003).
El abandono del sector primario (agricultura, ganadería, bosque) ya fue denunciado en el siglo XVII por Lope de Deza en Gobierno político de la agricultura (1618) como una sustracción de fuerza de trabajo al campo y una trasformación de los campesinos en no-productores de riqueza; y por Martínez de Irujo en el siglo XVIII.
El medio rural, entre 1950 y 1980, fue capaz de proporcionar nuevos y muy abundantes pobladores para las ciudades y sus áreas metropolitanas. Actualmente, el medio urbano no es capaz de proporcionar al medio rural los habitantes que hagan que la población deje de descender. Paralelamente a este fenómeno, la población urbana, la de las ciudades, envejece y no tiene garantizado el reemplazo generacional. El futuro del medio rural pasa por la reactivación de la natalidad en el medio rural y en todo el país. Una tasa de fecundidad de 2,2 hijos por mujer o superior es la que garantiza el reemplazo generacional y los efectos positivos de este hecho sobre la economía.

## Historia

### Villa
Los primeros restos conocidos de presencia humana en el término corresponden a la llamada cultura de las cuevas, correspondiente al Bronce Final (1200-800 a. C.). Rabanera es, como mínimo, un enclave de población trimilenario.
Según la delimitación que hiciera Bosch Gimpera, la zona de la provincia de Burgos donde se asienta Rabanera, limítrofe con el Norte de la de Soria, fue territorio de los celtíberos pelendones, quizá desde el siglo VI a. C., Al Sur de las sierras de Cabrejas y Costalago, donde se encontraba la ciudad que los romanos llamaron Clunia, estuvieron los arévacos. Belentones, nombre del que procedería pelendones, significaría, según Miguel Cortés López, "hombres que no temen a los dardos ni a las flechas". Las localidades atribuidas a los pelendones eran Augustobriga, Visontium, Savia y Lutia. Algún autor ha situado Lutia en Cantalucia (localidad próxima a Talveila).
Con la romanización que se extendió sobre el territorio celtíbero (siglo II a. C.-siglo V d. C.), los romanos dejaron restos materiales de su actividad en el término de Rabanera del Pinar. En el Bajo Imperio (siglo IV-V d. C.), estas tierras serranas cercanas a Clunia empezaban a cristianizarse. Las persecuciones de Diocleciano se cobraron las vidas de Santas Céntola y Elena, vírgenes y mártires, hacia el año 304 d. C. en algún lugar del conventus Cluniensis.
De época visigoda, existen testimonios arqueológicos en cuevas de Castrillo de la Reina, Quintanar de la Sierra y Salas de los Infantes. Existen también otros testimonios de la misma época en Briongos, Hinojar del Rey, Lara, Peñalba de Castro, Quintanalara, Quintanilla de las Viñas y Rupelo. A la caída del reino visigodo, siguió la invasión sarracena.
Los hallazgos altomedievales, que han sido datados en los siglo IX y X, ponen de manifiesto que antes de la conquista de la línea del Duero a principios del siglo X esta parte de la sierra de la Demanda ya estaba habitada. Según el profesor Julio Escalona, la sierra nunca llegó a quedarse totalmente deshabitada durante los siglos VIII y IX. En el año 1030, aproximadamente, el Documento de los infanzones de Espeja recogía las actuaciones del merino de Clunia en varios pueblos del alfoz cluniense (aunque denominado de los infanzones de Espeja, se mencionaban otros muchos pueblos y episodios). Los infanzones de Espeja estaban obligados a prestar servicio de vigilancia a caballo a mucha distancia de sus casas — en Osma, Carazo, Peñafiel, San Esteban...-.
La localidad fue documentada por primera vez el 1 de mayo de 1075, cuando existía el monasterio de Santa María de Ravaneira (o Ravenaria, según las transcripciones), que estaba en el alfoz de Hontoria, con su decania de Tormillos. Esta institución, la decania, estaba contemplada en el capítulo XXI de la Regla de San Benito. En 1134, la parroquia de Rabanera pasó al obispado de Osma hasta 1956.
En 1088, año del Concilio de Husillos, el obispo de Burgos Gomezano consagró la iglesia de San Cebrián, sita entre Rabanera y Hontoria. Casi un siglo después, en 1187, el Papa Urbano III confirmó tal consagración.
A finales del siglo XII, vivió el primer rabaneriense de quien conocemos el nombre, Petro Martínez, que quedó documentado en el cartulario del Monasterio de Santo Domingo de Silos. Evidentemente, éste no fue el primer rabaneriense, sino el primero de quien tenemos el nombre, porque el pueblo ya tenía una existencia de siglos.
En 1304, Fernando IV otorgó a la localidad una carta de privilegios que reducía su cabeza fiscal a la mitad, de 40 vecinos pecheros a 20, "por facer bien y merced a la abadesa y la convento de dueñas del monasterio de Santa María de Fuent Caliente". Casi cinco décadas después, en 1352, el pueblo era uno de los de la merindad de Santo Domingo de Silos y era señorío de la abadesa de Fuencaliente. Rabanera, siendo 20 de septiembre de 1371, obtuvo un nuevo privilegio de Enrique II de Castilla.
En noviembre de 1495, los vecinos del lugar de Rabanera recibieron amparo por los alcaldes y otras justicias de Santo Domingo de Silos y de San Leonardo en el derecho que tenían de pacer con sus ganados y cortar leña de pinares y robledales en los términos de Hontoria del Pinar y sus aldeas. El amparo se dio el 14 de noviembre de 1495. Poco tiempo después, el 12 de enero de 1497, fue concedida una prórroga hasta que finalizase el pleito entre Hontoria del Pinar y Rabanera, para que mientras tanto el concejo rabanerense pudiera aprovechar pastos y maderas de aquel lugar de Hontoria. Casi un mes más tarde, el 4 de febrero de 1497, se comisionó a los alcaldes de Santo Domingo de Silos para que administraran justicia sobre las diferencias de términos entre los lugares de Hontoria del Pinar y Rabanera. Finalmente, la Audiencia de Valladolid emplazó al concejo de Rabanera para que compareciera ante ella, porque apelaba una sentencia dada por los alcaldes de Santo Domingo de Silos en el debate que trataba con el concejo de Hontoria del Pinar, sobre términos.
El pueblo formó parte hasta el siglo XVI del dominio del monasterio de monjas bernardas de Santa María del Valle, en Fuencaliente del Burgo, que había sido fundado en 1175 por Urraca de Avellaneda. En 1566, Juan Delgadillo de Avellaneda, miembro de la familia protectora del monasterio de Fuencaliente, vendió los derechos sobre las alcabalas y tercias de la localidad a Juan Manrique de Lara, duque de Nájera. Salazar de Castro, autor de Historia genealógica de la Casa de Lara, afirma que por entonces Rabanera ya era villa.
Durante la guerra y revolución de las Comunidades de Castilla, algunos carreteros de la comarca proporcionaron pertrechos de guerra y abastecimiento al bando real. Los comuneros contaron con el apoyo de algunos serranos de los que sabemos el nombre: Miguel de La Gallega, Bernardino de Araus o Gaspar de Mansilla, cuyos nombres figuraron en el Perdón Real de 1522.
En 1556, el concejo, justicia y regimiento de Rabanera pleiteó con el de Santo Domingo de Silos sobre el derecho del concejo silense a ejercer la justicia civil y criminal en Rabanera. El pleito se inició el 19 de septiembre de 1556. La primera noticia sobre la carretería en Rabanera, de 1504, procede de los libros de fábrica de la catedral de Sigüenza: “Iten, di al carretero de Ravanera de la piedra que sacó de la cerca de la çibdad, y así mesmo dentro de la cerca cabo los graneros: mili e treynta maravedís [...]”.
Con fecha de 14 de abril de 1563, Domingo Manchado, miembro de la Santa Hermandad local, en representación los hombres buenos de la villa, solicitaba la confirmación del privilegio real de la reina Juana I de Castilla, de 18 de octubre de 1511.
En mayo de 1566, Juan Manrique de Lara recibió de Juan Delgadillo de Avellaneda los derechos sobre las alcabalas y tercias de Rabanera del Pinar. Esta venta fue aprobada por escritura de su esposa, Doña Isabel de Obregón, en ese mes de mayo de 1566. Un año después, el 11 de julio de 1567, con Doña Ana Fajardo, fundó un mayorazgo con todas sus posesiones en la Comarca de Pinares.
A principios del siglo XVIII, la vida en la localidad se regulaba por la Ordenanza que observará la villa de Rabanera con sus vecinos y haciendas, de la que el pueblo se dotó el 30 de marzo de 1702. Constaba de prólogo razonado, 98 apartados y la ratificación final por los vecinos.
Está documentado, en 1711, el nacimiento en la localidad de Manuel de la Peña, descendiente de hidalgos.
En 1753, la villa era un realengo dedicado a la carretería. Por entonces, el señorío sobre la localidad estaba concursado ante la Real Chancillería de Valladolid, pues había pertenecido al duque de Frías.
Según Vincenz Andreas Lichnowsky y Antonio Pirala, el primer pretendiente carlista a la corona, Carlos María Isidro, pasó por la localidad de camino a Quintanar de la Sierra. Otros autores, como Melchor Ferrer, Domingo Tejera y José F. Acedo, también se hicieron eco de este hecho.
Durante los años de ocupación francesa, los franceses ocuparon Silos (27 de enero de 1810), entre otras localidades. A finales del siglos XIX, otros franceses, en este caso monjes benedictinos, restablecieron el monasterio de Silos, polo de vida cultural de la comarca.
A 12 de agosto de 1819, el Concejo y Justicia de Rabanera solicitaba al rey Fernando VII la confirmación de la carta de privilegio que poseía la villa y que había concedido Fernando IV en 1304.
En 1822, las Cortes del Trienio Liberal revisaron los límites provinciales y el límite entre las provincias de Burgos y Soria quedó en los montes que separan Rabanera de Aldea del Pinar. Años más tarde, en noviembre de 1833, Rabanera quedó incorporada a la actual provincia de Burgos, y el año siguiente, al partido judicial de Salas de los Infantes, constituido el 21 de abril de 1834. Los límites de la provincia de Burgos respecto a la de Soria sufrieron numerosos cambios entre los siglo XVI y XIX.
En 1834, en el marco de la I Guerra Carlista, el coronel Saturnino Abuín estuvo persiguiendo carlistas en la comarca y desde Rabanera del Pinar se dirigió a su general para proporcionar las bajas del bando sublevado -entre ellas, la del oficial Huerta, de Vilviestre- y los prisioneros hechos -entre ellos, su jefe Roque Monzó- el 17 de abril de 1834 (cinco días después se publicó en la prensa oficial). Las noticias sobre los efectos en Rabanera del Pinar y comarca de la primera guerra carlista son numerosas. Entre otras, el 11 de septiembre de 1838, según noticias de Antonio Valderrama, el pueblo tenía algún comisionado del bando carlista para los pedidos de grano y otros géneros.
En 1860, cuando ejercía de maestro en Rabanera Francisco Gómez, la escuela estaba dotada con 650 reales.
El pueblo Rabanera del Pinar, en 1869, participó con 531 firmas en la Petición Dirigida a las Cortes Constituyentes en Favor de la Unidad Católica en España.
Durante la tercera guerra carlista (1872-1876), unos voluntarios carlistas al mando de Zuriátegui fueron hostigados entre Aldea y Rabanera por el teniente coronel de la Guardia Civil Sr. Gardin.
En 1887, el Diccionario geográfico de Pablo Riera y Sans describía así la localidad:
"RABANERA DEL PINAR. - Villa con Ayuntamiento, a la que se hallan agregados tres edificios, viviendas y albergues aislados. Cuenta con 570 habitantesy 153 edificios, de los que 41 están inhabitados. Organización civil. Corresponde a la provincia de Burgos, al distrito de Lerma para las elecciones a diputados provinciales y al de Salas de los Infantes para las de Cortes. Organización militar. Capitanía General y Gobierno Militar de Burgos. - Organización eclesiástica. Pertenece a la diócesis de Osma, y tiene una iglesia parroquial, bajo la advocación de la Degollación de San Juan Bautista, convenientemente servida. - Organización judicial. Hállase adscrita al partido judicial de Salas de los Infantes, a la audiencia de lo criminal de Lerma y a la territorial de Burgos, distando del primer punto 16 kilómetros y 66 del último. - Organización económica. Para el pago de contribuciones depende de la Administración de Hacienda de su provincia. - S. público. Recibe y expide la correspondencia por camino de Burgos a Soria, esf. y pt. de Salas de los Infantes. - Obras públicas y medios de comunicación. Para verificar sus transportes y relacionarse con los pueblos limítrofes, cuenta con varios caminos vecinales, en regular estado de conservación, además de la carretera de tercer orden que conduce de Burgos a Soria. - Instrucción pública. De fondos municipales se costean dos escuelas, una para niños y otra niñas otra, a las que asiste un total de alumnos proporcional al número de vecinos. - Artes, oficios, industria. La industria más importante es la agrícola y las que con ella se relacionan, dedicándose algunos de sus moradores a las profesiones y oficios mecánicos de más reconocida utilidad. - Población. Las 150 casas que la constituyen se hallan diseminadas, ocupando gran extensión, en grupos unas y formando barrios otras. El número de éstas ha aumentado considerablemente desde la época en que el Sr. Madoz escribió su Diccionario, puesto que en aquella época contaba con 80, y según el Nomenclátor de 1883, tenía a la publicación de aquél, 150, número que en los últimos años todavía ha aumentado. Los edificios son generalmente de sólida construcción, pero de escasas comodidades interiores y desagradable aspecto, así los antiguos como los modernos. La iglesia parroquial y casa en que el ayuntamiento celebra sus reuniones son a propósito para el objeto a que se hallan destinados, sin que se note en ellos circunstancia digna de una mención especial, siendo digna de citarse la torre, que es obra de la Naturaleza, pues está formada por una elevada peña, en cuya parte superior, por medio de huecos ejecutados al efecto, se hallan colocadas las campanas. Cuenta esta villa con varios establecimientos para la venta de todos aquellos artículos de mayor necesidad; se halla el vecindario bien abastecido de aguas para el consumo doméstico, y celebra con bastante pompa la principal festividad el día del Patrono de la villa. - Situación geográfica y topográfica. Entre peñas y próxima a la corriente de un arroyo, disfrutando de buena ventilación y saludable clima, encuéntrase situada esta villa, a cuyo término municipal sirven de límites por los cuatro puntos cardinales los de Hontoria del Pinar, Moncalvillo, La Gallega y Navas del Pinar, comprendiendo en el espacio que éstos abrazan un monte poblado de roble, encina y mata baja, el cual es de aprovechamiento común. El terreno es de mediana calidad; le fertilizan algún tanto las aguas del citado arroyo, y las producciones consisten en cereales, legumbres, hortalizas, frutas, vino, aceite y pastos, merced a los que se mantiene ganado de varias clases, y hay caza de pelo y pluma."
A finales del siglo XIX, muchos serranos, entre ellos algunos rabanerienses, emigraron al entorno de Bilbao a trabajar en las minas. El modo de vida en Bilbao y su entorno fue descrito por el bilbaíno Gumersindo Gómez.
El libro Capital de la cruzada: Burgos durante la guerra civil (2006) cuenta anécdotas ocurridas en los pueblos burgaleses, entre ellas alguna en Rabanera, y la dureza del conflicto de 1936 a 1939 en todos los sentidos. En el verano de 2009, se exhumaron los restos de cinco fusilados durante la guerra civil en el término de Rabanera.
Los desafíos de la localidad, la comarca, la provincia y la región derivados de la menor población deben contemplarse, identificarse, analizarse, enfrentarse y revertirse de manera realista.
Los apellidos que se dan en la localidad, o que se han dado en la historia, son: Cabrejas, Cintero, Contreras, Crespo, De la Calleja, De la Villa, De Miguel, Elvira, Fernández, Gómez, Izquierdo, Juan, Juez, Llorente, Manchado, Martínez, Olalla, Ortego, Ovejero, Pascual, Postiguillo, Rojo.
A lo largo de la historia local, multisecular, Rabanera ha realizado reconocimientos de mojoneras y deslindes con las localidades del entorno. Con Palacios de la Sierra, el 19 de febrero de 1743, el 18 de noviembre de 1843, el 13 de mayo de 1871, el 29 de noviembre de 1899 y el 11 de mayo de 1926.

### Transporte
Con la recuperación de las comunicaciones a partir del siglo XI, surgieron y se recuperaron rutas que recorrían la comarca. Las que afectaban a Rabanera eran:
1. el Camino Soriano, que se relanzó a partir de la apertura, en 1146 por parte del conde Ramón Berenguer IV, de una ruta jacobea de Zaragoza a Santiago por Soria, Silos, San Pedro de Arlanza y Burgos; y
2. la Vía del río Lobos, de Uxama (Osma) a Salas de los Infantes por Hontoria del Pinar, Moncalvillo y Castrillo de la Reina.[80]

El libro El Camí de Sant Jaume de Montserrat a Alcarràs (2010) recoge, para los peregrinos catalanes, dos rutas de peregrinación jacobea: una, por Logroño; y otra, por Soria hacia Burgos.
El libro Guía general de correos, postas y caminos del reino de España, de Francisco Javier de Cabanes Escofet, mencionaba Rabanera del Pinar como una de las etapas del camino de herradura de Burgos a Soria en 1830 entre La Revilla y San Leonardo.
El acceso a Rabanera por carretera se hace por la BU-V-8224 desde la N-234 (Sagunto-Burgos). En 1930, el ingeniero D. Eladio Martínez Mata presentó el proyecto de carretera de acceso a Rabanera desde la de Soria a Burgos.
Entre 1929 y 1984, la línea Calatayud-Cidad-Dosante, en el ferrocarril Santander-Mediterráneo, comunicó la localidad con Burgos y Soria. En 1969, la estación de Rabanera fue rebajada, como otras de la misma línea, a apeadero por RENFE.
En 1944, un tren circulaba por el ferrocarril entre Cidad Dosante, como punto de partida, y Calatayud como destino que pasaba por Rabanera a las 9h 18 min. Casi cuarenta años después, en 1981, las 8h 30 min era la hora de paso.
Desde marzo de 2008, Rabanera cuenta con línea de autocar con Salas de los Infantes. Además, esta línea une la villa con La Gallega, Pinilla de los Barruecos, Gete, Mamolar y Hacinas.
Un breve inventario de caminos históricos de Rabanera del Pinar está compuesto por del Camino de Santiago de Soria, la Cañada Real Segoviana, el Camino del Correo, etc. Hay que añadir a estos caminos, las vías pecuarias del término municipal de Rabanera del Pinar (aprobadas en 1963 y modificadas en 1976). La Colada de Aldea del Pinar a Rabanera del Pinar tiene una anchura de diez metros (10 metros).
La llagada del servicio telefónico a la localidad data de 1956, si bien en 1926 el alcalde de Canicosa había propuesto a los alcaldes de la sierra la extensión del servicio telefónico a todos los pueblos. En 1986, el servicio telefónico manual pasó a ser servicio automático.
Desde 2012, el investigador Luis Miguel Bona trabaja en el estudio y promoción del Camino de Santiago de Sagunto (o Camino de Santiago del Puerto de Sagunto a Burgos), que atraviesa el término municipal de Rabanera y que en el pasado usaron peregrinos italianos. Entre Soria y Mamolar, este camino jacobeo comparte trazado con el Camino de Santiago de Soria y, una vez en Mamolar, también con la Ruta de Lana.

## Economía
Actualmente, Rabanera del Pinar forma parte del área comercial de Burgos y de la subárea comercial de Salas de los Infantes. En el siglo XIX, la feria anual de la vecina localidad de Hontoria del Pinar, que se celebraba cada 23 de noviembre, era uno de los eventos del año en el que los rabanerienses hacían transacciones comerciales con gentes de tierras lejanas, y se relacionaban con el exterior, además de con la carretería.
Las actividades económicas que se dan en el término municipal son:
- Ganadería vacuna.
- Destino gastronómico[90] y micoturístico
- Hostelería (a principios de 2009 contaba con cuatro establecimientos de turismo rural: Los Roblones, Roble Gordo, Los Robles, La Estación de Rabanera y Casa Olalla).

| 2000 | 2003 | 2004 | 2008 | 2011 |
| ---- | ---- | ---- | ---- | ---- |
| 10   | 24   | 42   | 62   | 72   |

FUENTE: www.turismocastillayleon.com
- Destino paleontológico (por la paleoflora y la flora contemporánea de los dinosaurios).

Además, Rabanera cuenta con tres senderos de pequeño recorrido, el PR-BU 5, el PR-BU 6 y el
PR-BU 11.
- Explotación forestal (pino, roble, hongos). Si atendemos a la toponimia, el término de Rabanera presenta buenas condiciones para plantaciones de madera noble y madera de calidad de peral, concretamente en Alto del Peral. La resina es otro recurso, que aunque explotado en el pasado, no se aprovecha y en los próximos años Rabanera y las localidades pinariegas asistirán a la reaparición del sector resinero con iniciativas como Sust-Forest.[91]

- Deportes (rocódromo de Peña El Hijo, polideportivo, golf rústico de Matarrama, frontón El Cardinchal). La localidad vecina de Espeja de San Marcelino cuenta con la vía ferrata de La Pasarela, junto a Fuentelasmozas. En Espeja, las Cuevas de Alcalá y las Casas de Hocesera, de interés para los espeleólogos.
- Áreas de pícnic y merenderos (tres: Fuente La Teja, San Roque, Valdelacasa).
- Aguas minerales

| Tipo          | La Tejera  | Peñamoral  | Valdelacasa | Malagana    | San Andrés |
| ------------- | ---------- | ---------- | ----------- | ----------- | ---------- |
| Bicarbonatos  | 13,4 mg/l  | 13,4 mg/l  | 118,3 mg/l  | 13,4 mg/l   | 257,4 mg/l |
| Sulfatos      | 9,6 mg/l   | 10,8 mg/l  | 6,8 mg/l    | 18,0 mg/l   | 6,2 mg/l   |
| Cloruros      | 11,0 mg/l  | 4,3 mg/l   | 7,1 mg/l    | 13,9 mg/l   | 26,6 mg/l  |
| Calcio        | 9,6 mg/l   | 4,8 mg/l   | 27,3 mg/l   | 5,2 mg/l    | 64,1 mg/l  |
| Magnesio      | 1,0 mg/l   | 1,0 mg/l   | 8,3 mg/l    | 1,2 mg/l    | 17,0 mg/l  |
| Sodio         | 3,0 mg/l   | 1,2 mg/l   | 2,1 mg/l    | 6,2 mg/l    | 11,2 mg/l  |
| Conductividad | 78,1 μS/cm | 40,8 μS/cm | 213 μS/cm   | 102,2 μS/cm | 506 μS/cm  |

Al Sur de Rabanera, las sierras de Costalago y Cabrejas, son macizos calcáreos y grandes reservorios de agua.
- Además de las aguas minerales del término municipal de Rabanera del Pinar, las aguas de la sierra de Costalago, en el extremo del parque natural del Cañón del Río Lobos, y sierra del Cerro están sin explotar

- Micología (nízcalo, boleto, champiñón silvestre, lengua de chopo o cesáreas, lengua de gato, negrita, perrechico o mansarón, senderilla, seta verderol de los caballeros, seta de cardo, seta de pie azul, lepiota parasol, etc.).[92] El nízcalo es una seta de otoño y el mansarón es seta de primavera. Rabanera es un destino de micoturismo relevante; desde mayo de 2013, Rabanera está integrada en el Coto Micológico Pinares Sur de Burgos y dista pocos kilómetros del parque micológico de Pinar Grande (Red Europea de Parques Micológicos-European Micosylva Forest Network).[93]

- Miel de excelente calidad, color y sabor, de tomillo, cantueso, orégano, menta, té, salvia, espliego y las mil flores de lastras y campos.[92]
- Desde 2009, Rabanera cuenta con una aula de formación de personal forestal perteneciente a la Junta de Castilla y León[94]
- Desde 2007, Rabanera y doce localidades más del entorno del Cañón de Río Lobos utilizan lodos de depuradora deshidratados, un abono orgánico natural, con un gran valor ecológico.[95]

- Potencialidades, poco explotadas, en el ámbito de turismo activo y outdoor para empresas: escalada, espeleología, ciclismo de montaña, geocaching, montañismo, ocio experiencial, paintball, senderismo, turismo ornitológico,[96] safaris fotográficos, aulas paleontológicas y arqueológicas, etc.

Varios artistas y creadores han manifestado que la localidad de Rabanera del Pinar está muy presente en su obra. Por su ubicación, la villa bien puede ser un destino más destacado de turismo creativo (creative tourism), porque ya es un lugar creativo.
A lo largo de la historia de la localidad están documentadas diversos establecimientos comerciales e industriales: las herrerías de Ibar Zabala (1753), Luis Ruiz (1821) Simón Muñoz (1870) o Félix Muñoz Cabrejas (1886 y 1894), por ejemplo. En 1702, Rabanera del Pinar contaba con un cerrajero de nombre Juan García, que hizo las bisagras
y cierres de todas las puertas y ventanas del monasterio de Santo Domingo de Silos, junto con Manuel Merino, de Burgos, y el herrero de Silos.
En 1870, Gregorio Martínez estaba al frente de la aguardentería y Juan Gómez al frente de una taberna un año más tarde. En 1927, Eusebio Cubillo tuvo taberna de vinos al por menor en la calle Iglesia, s/n.
Al finalizar el siglo XIX, Pascasio Elvira Cibrián regentaba un comercio de ultramarinos en la localidad. A principios del siglo XX, Antonio Marín Nieto tuvo una fábrica de embutidos, ultramarinos y paquetería. El servicio de farmacia estaba compartido con Hontoria del Pinar y correspondía al licenciado Miguel Camarero en 1901.

## Monumentos y lugares de interés
- Iglesia parroquial, construida a finales del siglo XVI y rehabilitada en 2002. Tiene elementos de un antiguo templo románico.[103] A lo largo de la Edad Media se hicieron diversos trabajos artísticos para la iglesia de Rabanera del Pinar.[104] La casa rectoral (casa del cura) se construyó siendo párroco Toribio Sastago.

Los sacerdotes que en ella han ejercido su ministerio son: A. Álvarez de la Fuente (1680), Joseph Garnaldo (1727), Simón López (1736), Simón López (1755), Gabriel García y Antonio Sanz (1770), Gabriel Antonio García (1766), Juan de Salazar (1770), Simon Lopez y Antonio Diaz (1793), Felipe Blanco (1803), Agapito Izquierdo (1808), Francisco Ripoll (1869), Polonio Rupérez (1886), Timoteo Frías Pastor (hasta 1931), Teodosio Domingo Palacios (1944), Teódulo Romanillos, Carlos Serrador (1999-2001), Domingo Contreras (desde 2001)

- Ermita de San Roque, el edificio actual es de 1853
- ermita de San Andrés, pudo tener su origen en una iglesia del mismo nombre citada en el 1008 (principios del XI) alejada del pueblo de Hontoria
- Casa consistorial, construida en 1746 y rehabilitada en 1769 y 1985. Responde por su composición al modelo clásico de casa consistorial-lonja, al poseer grandes espacios cubiertos en planta baja, abiertos hacia una plaza.
- Campanario exento roqueño, muy pintoresco, fue torre de vigía medieval
- Palacio, en ruinas, fue, a juzgar por el escudo que lució en la fachada (dos llaves cruzadas) de alguna dignidad eclesiástica. La tradición llama al palacio El Cuartel y La Lonja, porque desempeñó estas funciones, de cuartel y de lonja de carreteros.
- Cañada Real Segoviana
- Robledal de rebollo (Quercus pyrenaica), en San Roque, Roble Gordo o Roble Temprano
- Pinar de pino albar (Pinus sylvestris), pino negral (Pinus pinaster) y pino pudio (Pinus nigra ssp. salzmanni)
- Sabinar de sabina albar (Juniperus thurifera) en Peñas Llanas y La Vega
- Beceda, bosquete de abedul péndulo (Betula pendula), en Beceda y Fuente los Carriles
- Talayuela, mirador natural
- Fuentecillas, laguna. Además, Rabanera contó con otra laguna, la de San Roque.
- Lavaderos, un total de tres, de gran interés etnográfico, igual que las fuentes.
- Cruz de Buenas Arías, cruz de camino situada en la entrada de la localidad. Podría ser de los siglos XV o XVI, cuando las cruces de camino gozaban de gran popularidad.[112]
- Puente Soriano, de los llamados romanos, el actual es posterior al siglo XV. Documentado como Puente de Prados del Camino en 1935.[113]
- Patrimonio industrial, constituido por la estación de ferrocarril, las vías, el Túnel de La Peña del Sol, las señales, los pontones, las alcantarillas del ferrocarril, el horno del tejar, el potro de herrar, torre transformadora (aneja al campanario exento).
- Construcciones de piedra seca (sin argamasa).

## Cultura

### Fiestas y folclore
- Fiestas patronales rabanera del pinar: San Juan Degollado, fiesta patronal, el día 29 de agosto. Este día se bailan las danzas típicas de paloteo y cintilla. Antiguamente, el paloteo se celebraba en la iglesia el domingo de Carnaval y sus elementos principales son "el Trenzado" y "el Menudito".[114] Los danzantes de Rabanera han participado, entre otras exhibiciones, en la XVII Muestra de Danzantes y Danzadores (Burgos, 5 de noviembre de 2005).
- Las Candelas, el 2 de febrero. En el carnaval, que tenía lugar en febrero, se sacaba a la quivaca, ser carnavalesco semejante a la tarasca de Hacinas y Cabezón de la Sierra. Recuperadas en 2007, tras varios años sin celebrarse, los danzantes de Rabanera volvieron a danzar en la iglesia parroquial en 2011.[115]

Recuperadas en 2007.
- Marzas, el 28 de febrero a medianoche.

Recuperadas, después de años sin celebrarse, en 2004.
- Matanza del cerdo[116]
- Desde 1994, el primer sábado de mayo se pinga el mayo al modo tradicional, con horquillas y cuerdas. Por la tarde se festeja con una merienda. Se planta, además, un mayo de niños, aunque antaño se llegaron a plantar tres, de casados, de solteros y de niños. La fiesta se trasladó al fin de semana para permitir la asistencia de los mozos forasteros.
- Romería de la Mata y el Seto, en mayo.
- San Roque, el día 16 de agosto, con una romería y comida campera junto a la ermita del mismo nombre.
- Verano Cultural, en agosto (desde 1994). En 1994, además, se celebró el día del Rabaneriense ausente, 21 de agosto de 1994.
- Homenaje a los mayores (desde 1991)
- Santa Rosa de Lima, el 23 de agosto. Con anterioridad al Concilio Vaticano II, esta festividad tenía lugar el 30 de agosto.

En 2007, Rabanera estrenó jota.
Los mayores del lugar cuentan que, entre 1910 y 1920, se hacían procesiones para que dejara de hacer calor. En una ocasión, comenzó a llover al sacar al Santo Cristo de la Misericordia en procesión. Igualmente, por tradición oral, sabemos que las mujeres de Rabanera se ofrecían a ir descalzas en burro o carro hasta Santa Lucía (Hacinas), Virgen de la Salud (Ucero) o Valvanera.
En la década de 1950, los vecinos procesionaban, todavía, con antorchas desde el pueblo hasta la ermita de San Andrés, a 3 km de Rabanera.
Los juegos infantiles típicos eran: botones, carabin, chita, comba, corro, estira y encoge, gallinita ciega, hinque, mula corrida, prendas, tabas, tejo, tocoya, tres navíos, tuta y veo, veo. Los mayores competían a la calva, las tabas o la pelota.
Los niños de la localidad, cuando eran muchos y existía escuela, cantaban el gallo (llamado en otros lugares gallofa) recorriendo las casas pidiendo un donativo en forma de comida o dinero en vísperas navideñas.
Rabanera, en el pasado, pudo cantar la Canción de siega, de Castrillo de la Reina; el Romance del Serranito, de Huerta de Abajo; Romance del niño perdido, de Riocavado de la Sierra; o la Nana, de Vizcaínos. Estas piezas fueron recogidas en el pasado e interpretadas por el grupo de folclore Yesca en un trabajo de 1988.
La leyenda del tesoro del becerro de oro de Mingavela, que en otras localidades donde existe tiene otros nombres, forma parte de la tradición local. La vecina localidad de La Gallega denomina al tesoro como Tesoro de Majacaga.
Existe otra leyenda, la de los bueyes que llevaban el Cristo, que no quisieron andar más y que se detuvieron al paso por Rabanera. Existen varias leyendas en varios puntos del país como señal divina.
Antiguamente, los vecinos prestaban servicios a la comunidad en los trabajos de poza, frontera, obreriza y adra. Existía un horno comunal llamado Mirasol, junto a la casa rural Los Roblones.
En 2010, la Asociación Peñas Santanas presentó el proyecto Rabanera, Juana y los 500, para conmemorar el 500.º aniversario de la concesión de un privilegio a Rabanera por parte de Juana I de Castilla.

### Gastronomía
Ajo carretero, asadurilla, caldereta pinariega, ensalada campera castellana, patatas guisadas con mículas, paturrillo (guiso de callos y manitas de cerdo), picadillo de chorizo y roscón de Pascua

### Literatura y cine
La novela El cura Merino, su vida en folletín (1933), de Eduardo de Ontañón, y el libro infantil Tu propia aventura (1999), de José Enrique Muñiz, mencionan el pueblo de Rabanera del Pinar. El escritor Eduardo de Ontañón llamó a Rabanera "Aire filtrado en los pinos" y Juan José Pérez Solana "la del celeste mirar y la del verde vivir" (Estampas burgalesas en Diario de Burgos).
En diciembre de 1752, los monjes de Silos destinaron 221 reales para afquirir madera de pino de Rabanara, Aldea
y San Leonardo. Adquirieron 25 viguetas, ese mismo año, procedentes de Rabanera.
Se arrendaban las hierbas de la villa y los santuarios.
En la década de 1960, el término de Rabanera del Pinar prestó algún paisaje para diversas escenas de la película El Bueno, el Feo y el Malo (The Good, the Bad and the Ugly) (1966). El término municipal, de gran belleza, es un escenario inédito para la publicidad.
La belleza de vivir en la tierra pinariega pasó a la literatura de mano de Bernabé Herrero, quien describió el lugar de Santa Inés, en los Pinares Sorianos, en su poemario Emociones Campesinas.
Martínez fue el apellido del primer rabaneriense del que conocemos el nombre: Petro Martínez (Pedro Martínez). Vivió en la segunda mitad del siglo XII y en 1175 participó en la confirmación de una carta, editada en el Recueil de chartes de l´abbaye de Silos, por la que el abad de Silos compraba una propiedad "circa Penellam" (cerca de Pinilla).
Se recolectó, en 1994, un hongo de 4,5 kilos.
En 1986, el Museo Nacional de Ciencias Naturales de Madrid incorporó a su fondo un ejemplar del género Calathus Bonelli hallado en el término de Rabanera.
Como ocurre en gran parte del Norte del dominio lingüístico del castellano, en Rabanera del Pinar se da el uso del condicional en lugar del imperfecto de subjuntivo. Ejemplo: "Si yo iría" por "Si yo fuese". Está generalizado el leísmo de cosa, no admitido por los prescriptivistas ("Déjamele" por "Déjamelo"). Rabanera todavía emplea palabras de poca difusión balago, gajo, mogos, picota, pincha, portillo, rancajo, tosterón, zumbón, etc. Algunas, como mogos o moñiga no están en los diccionarios.
En el siglo XVIII, según Loperráez, en Rabanera "no gastan sábanas en la cama y muchas personas ni aun camisa; echan muy pocas telas; apenas saben coser ni hacer media; echan algunos paños en las lanas del país y las hilan, en lugar de uso, con un canto y un palo, que le atraviesan, dando a sus extremos para que tuerza; y es país que necesita mucha educación..." (T. II, p. 3). E. Vallejo de Miguel, en un artículo de 1996, señalaba que el pintor Maximino Peña dejó plasmados los tipos populares de Pinares (recordemos Carretero de Pinares) y destacaba que Loperráez se sorprendía de la austeridad de vestido de la mujer serrana al decir "por lo común las mujeres llevan unos sacos de paño basto, que les coge desde los hombros a los pies y les dan el nombre de jornea". La jornea, que etimológicamente debe significar vestido de jornada, era como sigue:
"Traje cerrado, pero tan estrecho y de hechura tan extraña, que para ponérselo entra primero la cabeza y para quitarlo tiene en la espalda una lanzada, y entrándola en una escarpina que está a prevención elevada en la pared del dormitorio, van sacando poco a poco el cuerpo de la jornea, quedando colgada y en disposición para vestirse a la mañana siguiente".
Rabanera tuvo su primera web en 1997, a iniciativa de Pedro Izquierdo. En 2000, Rodrigo Contreras Elvira puso en marcha una nueva web y otra nueva en 2002.)